# Ďurková
Ďurková és un poble i municipi d'Eslovàquia. Es troba a la regió de Prešov, al nord del país.

## Història
La primera referència escrita de la vila data del 1427.

## Demografia
| Godina             | 1994 | 2004   | 2014    | 2024   |
| ------------------ | ---- | ------ | ------- | ------ |
| Nombre de persones | 262  | 276    | 239     | 219    |
| Diferència         |      | +5,34% | −13,40% | −8,36% |

| Godina             | 2023 | 2024   |
| ------------------ | ---- | ------ |
| Nombre de persones | 222  | 219    |
| Diferència         |      | −1,35% |